# HD 179323
HD 179323，又名CD-2613936，SAO 187835、HR 7277，是一颗恒星，视星等为5.8，位于銀經11.59，銀緯-15.98，其B1900.0坐标为赤經19h 7m 4.1s，赤緯-26° -15.98′ 28″。